# Det överexponerade gömstället
Det överexponerade gömstället är bob hunds nionde fullängdsskiva. Albumet gavs ut som 12-tums vinyl och digitalt, den 16 mars 2011 . Som första singel släpptes "Popsång (mot min vilja)" digitalt den 21 februari 2011. Även en musikvideo till singeln släpptes samma dag. Under sommaren släpptes även titellåten som singel.

## Låtlista
| Nr  | Titel                         | Längd |
| --- | ----------------------------- | ----- |
| 1.  | bob hund 2020                 | 2:54  |
| 2.  | Tvångstankar                  | 5:43  |
| 3.  | Popsång (mot min vilja)       | 3:14  |
| 4.  | Stumfilm                      | 7:31  |
| 5.  | Det överexponerade gömstället | 5:17  |
| 6.  | Lite av varje för ingen       | 5:39  |
| 7.  | Letar oväder                  | 3:00  |
| 8.  | Nu finns det bevis            | 0:46  |
| 9.  | Ja, ja, ja, nej               | 5:09  |
| 10. | I hamnens öga                 | 4:35  |